# 大河苗族乡
大河苗族乡，是中华人民共和国四川省宜宾市兴文县下辖的一个乡镇级行政单位。

## 行政区划
大河苗族乡下辖以下地区：
金鹅池社区、东龙泉村、环担山村、九龙山村、李子关村、永革村、大河村、长征村、峰岩村、龙山村、回龙村、三道河村、锣瓦沟村、半边山村、金鹅池村、落白亮村、关口村和兴旺村。